# Міхал Кадлець
Міхал Кадлець (чеськ. Michal Kadlec, нар. 13 грудня 1984, Вишков, Чехія) — чеський футболіст, захисник празької «Спарти» та збірної Чехії.

## Футбольна біографія

### Початок кар'єри
Міхал Кадлець народився в 20-ти тисячному містечку Вишков в Тренчинському краї на сході Чехії. Міхал народився в футбольній родині, його батько (Мирослав Кадлець) та брат — також футболісти. Тому, коли батько Міхала подався грати футбол в Бундеслігу, Міхал, в 1991 році, перебрався з ним до Німеччини і почав займатися футболом в місцевій дитячій команді «Альзенборн». А згодом, закріпившись в основі «Кайзерслаутена», йому вдалося перевести сина в футбольну академію при клубі в якій наступні п'ять років вдосконалював Міхал свою футбольну майстерність. В 1998 році він повернувся на Батьківщину й спробував себе в молодіжному складі клубу «Словацко».

### Чеський період
Професійну кар'єру розпочав у 2001 році в клубі «Словацко», у складі якого дебютував у матчі проти остравського «Баніка». У 2005 році перейшов у празьку «Спарту». У складі клубу двічі виграв чемпіонат Чехії і тричі Кубок Чехії.

### «Баєр 04»
У 2008 році Міхал на правах оренди перейшов у німецький «Баєр 04». У січні 2009 року він підписав контракт з леверкузенським клубом до 2013 року.

### «Фенербахче»
В червні 2013 року Кадлець перейшов у турецький «Фенербахче». У стамбульському клубі не зміг вибороти місце в основній команді, провів за неї протягом трьох років лише 31 гру у чемпіонаті.

### Повернення на батьківщину
Влітку 2016 року повернувся до Чехії, ставши гравцем празької «Спарти».

### У збірній
З 2002 року виступав за юнацькі та молодіжні збірні, в складі головної національної збірної Чехії дебютував 17 листопада 2007 року в матчі зі збірної Словаччини, а перший м'яч у складі збірної забив 30 травня 2008 року у товариському матчі з командою Шотландії. Учасник чемпіонатів Європи 2008 та 2012 років.

## Статистика
Станом на 2010 рік
| Клуб                | Сезон   | Ліга | Ліга | Кубок | Кубок | Кубок Ліги | Кубок Ліги | Єврокубки | Єврокубки | Разом | Разом |
| Клуб                | Сезон   | Ігри | Голи | Ігри  | Голи  | Ігри       | Голи       | Ігри      | Голи      | Ігри  | Голи  |
| ------------------- | ------- | ---- | ---- | ----- | ----- | ---------- | ---------- | --------- | --------- | ----- | ----- |
| «Словацко»          | 2001/02 | 1    | 0    | -     | -     | -          | -          | -         | -         | 1     | 0     |
| «Словацко»          | 2002/03 | 3    | 0    | -     | -     | -          | -          | -         | -         | 3     | 0     |
| «Словацко»          | 2003/04 | 15   | 1    | -     | -     | -          | -          | -         | -         | 15    | 1     |
| «Словацко»          | 2004/05 | 15   | 1    | -     | -     | -          | -          | -         | -         | 15    | 1     |
| Разом               |         | 34   | 1    | 0     | 0     | —          | —          | —         | -         | 34    | 1     |
| Спарта (Прага)      | 2004/05 | 10   | 1    | -     | -     | -          | -          |           |           | 10    | 0     |
| Спарта (Прага)      | 2005/06 | 29   | 4    | -     | -     | -          | -          | 6         | 0         | 35    | 4     |
| Спарта (Прага)      | 2006/07 | 23   | 0    | -     | -     | -          | -          | 6         | 0         | 29    | 0     |
| Спарта (Прага)      | 2007/08 | 29   | 3    | -     | -     | -          | -          | 8         | 0         | 37    | 3     |
| Спарта (Прага)      | 2008/09 | 4    | 0    | -     | -     | -          | -          | 7         | 0         | 11    | 0     |
| Разом               |         | 123  | 4    | 0     | 0     | —          | —          | 27        | 0         | 150   | 4     |
| «Баєр» (Леверкузен) | 2007/08 | 30   | 3    | 5     | 2     | -          | -          | -         | -         | 35    | 5     |
| «Баєр» (Леверкузен) | 2008/09 | 23   | 1    | 1     | 0     | -          | -          | -         | -         | 24    | 1     |
| «Баєр» (Леверкузен) | 2009/10 | 17   | 1    | 2     | 0     | -          | -          | 6         | 2         | 25    | 3     |
| «Баєр» (Леверкузен) | Разом   | 70   | 5    | 8     | 2     | —          | —          | 6         | 2         | 84    | 8     |
| Всього за кар'єру   |         | 237  | 10   | 8     | 2     | —          | —          | 33        | 2         | 278   | 14    |

## Титули і досягнення
- Чемпіон Чехії (2):

«Спарта»: 2004-05, 2006-07
- Чемпіон Туреччини (1):

«Фенербахче»: 2013-14
- Володар Кубка Чехії (4):

«Спарта»: 2005-06, 2006-07, 2007-08
«Словацко»: 2021-22
- Володар Суперкубка Туреччини (1):

«Фенербахче»: 2014